# Lluvia de carne de Kentucky
La lluvia de carne de Kentucky (en inglés: Kentucky meat shower) fue un incidente ocurrido entre las 11 de la mañana y las 12 de la noche del 3 de marzo de 1876, cuando múltiples trozos de carne roja cayeron del cielo en un área de 90 por 45 metros cerca de Olympia Springs, en el condado de Bath, en Kentucky. Existen varias explicaciones (desde lluvia de sangre hasta carroña arrojada por buitres) sobre cómo ocurrió y qué era la «carne». Aunque nunca se identificó el tipo exacto de carne, varios informes sugieren que se trataba de ternera, cordero, ciervo, oso, caballo o, posiblemente, de carne humana.
A pesar de las diversas teorías, la causa exacta de la lluvia de carne de Kentucky sigue siendo objeto de especulación y misterio.

## Incidente
El 3 de marzo de 1876, la esposa de un granjero, la Señora Crouch, estaba haciendo jabón en el porche de su casa cuando informó haber visto un trozo de carne caer del cielo. Ella dijo que estaba a treinta metros de su casa cuando la carne comenzó a golpear el suelo. La Señora Crouch y su marido creyeron que se trataba de una señal divina. El fenómeno fue cubierto por diferentes publicaciones como el Scientific American o The New York Times.
La mayoría de los trozos de carne eran de aproximadamente 2 por 2 pulgadas (5 cm × 5 cm) y al menos uno era de 4 por 4 pulgadas (10 cm × 10 cm). La carne parecía de vaca, pero según el primer informe publicado en el Scientific American, dos hombres que la probaron la consideraron de cordero o ciervo. En un artículo publicado en el Sanitarian, Leopold Brandeis identificó la sustancia como Nostoc, un tipo de cianobacteria. Brandeis entregó la muestra de carne a la Asociación Científica de Newark para que la analizaran, resultando en una carta del Doctor Allan McLane Hamilton enviada al Medical Record donde declaró que la carne había sido identificada como tejido pulmonar de un caballo o de un bebé humano, debido a que «la estructura del órgano en ambos casos es casi idéntica». La composición de esta muestra fue corroborada por análisis posteriores, identificándose dos muestras de la carne como tejido pulmonar, tres como músculo y dos como cartílago.
La teoría del Nostoc de Brandeis se basaba en el hecho de que el Nostoc se expande en una masa gelatinosa transparente cuando la lluvia cae sobre él, a menudo dando la sensación de que estaba cayendo con la lluvia. Charles Fort señaló en su primer libro, El libro de los condenados, que no había llovido. Los lugareños favorecían la explicación de que la carne fue vomitada por buitres, «que, como es su costumbre, al ver a uno de sus compañeros expulsarla, inmediatamente siguieron su ejemplo». El Doctor Lewis D. Kastenbine presentó esta teoría en el contemporáneo Louisville Medical News como la mejor explicación de la variedad de la carne. Los buitres vomitan la comida con el objetivo de realizar una huida rápida y también como método defensivo cuando se ven amenazados. Fort explicó el aspecto aplastado y seco de los trozos de carne como resultado de la presión, y señaló que nueve días después, el 12 de marzo de 1876, cayeron sobre London, en Kentucky, «corpúsculos» rojos de aspecto «vegetal».
En 2024, el Museo de Historia del Condado de Bath inauguró una exposición sobre la lluvia de carne de Kentucky, en la que se exhibía una pieza conservada de dicho acontecimiento.